# Улица Грециниеку
У́лица Гре́циниеку (латыш. Grēcinieku iela; улица Грешников) — улица в Старой Риге.
Находится между набережной 11 Ноября и улицей Марсталю. Одна из главных улиц старого города — Вецриги. Длина улицы — 328 метров.

## История
Улица образовалась на месте прежней дороги к рижской гавани. Здесь селились члены рижского магистрата и богатые ростовщики, отчего её называли улицей Богатых. Впоследствии улицу назвали именем проживавшего на ней члена магистрата Зундера. Искаженное наименование нем. Sunderstraße было переведено на русский как Грешная (по-латышски Грециниеку — «грешников»).
В д. 18 находилась старейшая в городе аптека (известна с 1695 года). В этом доме в 1762 году аптекарь Абрахам Кунце изобрёл легендарный рижский бальзам (рижане считают его за лекарство и употребляют с черносмородиновым соком). Своё название (дом Менцендорфа) дом получил по имени владельца конца XIX века (1884).
На улице находился ряд магазинов, в частности, рижской кузнецовской фарфоровой фабрики, товарищества «Братья Поповы».
В советское время называлась улицей Иманта Судмалиса — Героя Советского Союза, одного из организаторов рижского антифашистского подполья в годы Великой Отечественной войны.

## Достопримечательности

Грециниеку, д. 1

На улице имеются дома — памятники архитектуры классицизма (т. н. Бюргерский классицизм):
- д. 1 (1779, Андреас Вагенсенс и Кристоф Хаберланд, реконструирован 2003—2004).
- д. 3 — жилой дом (1654, перестроен в 1872 году архитектором Виктором де Грабе).
- д. 5 — жилой дом (XVI—XVII века, перестроен в 1877 году архитектором Карлом Шеелем).
- д. 6 — Baltic International Bank.
- д. 7 — жилой дом (XVI—XVII века, перестроен в 1868 году архитектором Фридрихом Хессом).
- д. 8 — бывшее коммерческое училище (архитектор П. Мандельштам, 1911).
- д. 10 — Государственная гимназия № 3.
- д. 11 — жилой дом (1963, архитектор О. Тилманис).
- д. 17/19 был зарегистрирован как контора Товарищества «М. С. Кузнецов», которое с 1922 года стало правопреемником крупнейшего в Российской империи Товарищества производства фарфоровых и фаянсовых изделий М. С. Кузнецова[5]. Там находился фирменный завод Рижской фарфоро-фаянсовой фабрики.
- д. 18 — отдел Музея истории Риги (Дом Менцендорфа, 1695)[6].
- д. 22 — фасад здания выполнен по образцовому проекту начала XIX века (1824, архитектор Ю. А. Шпацир)[7].

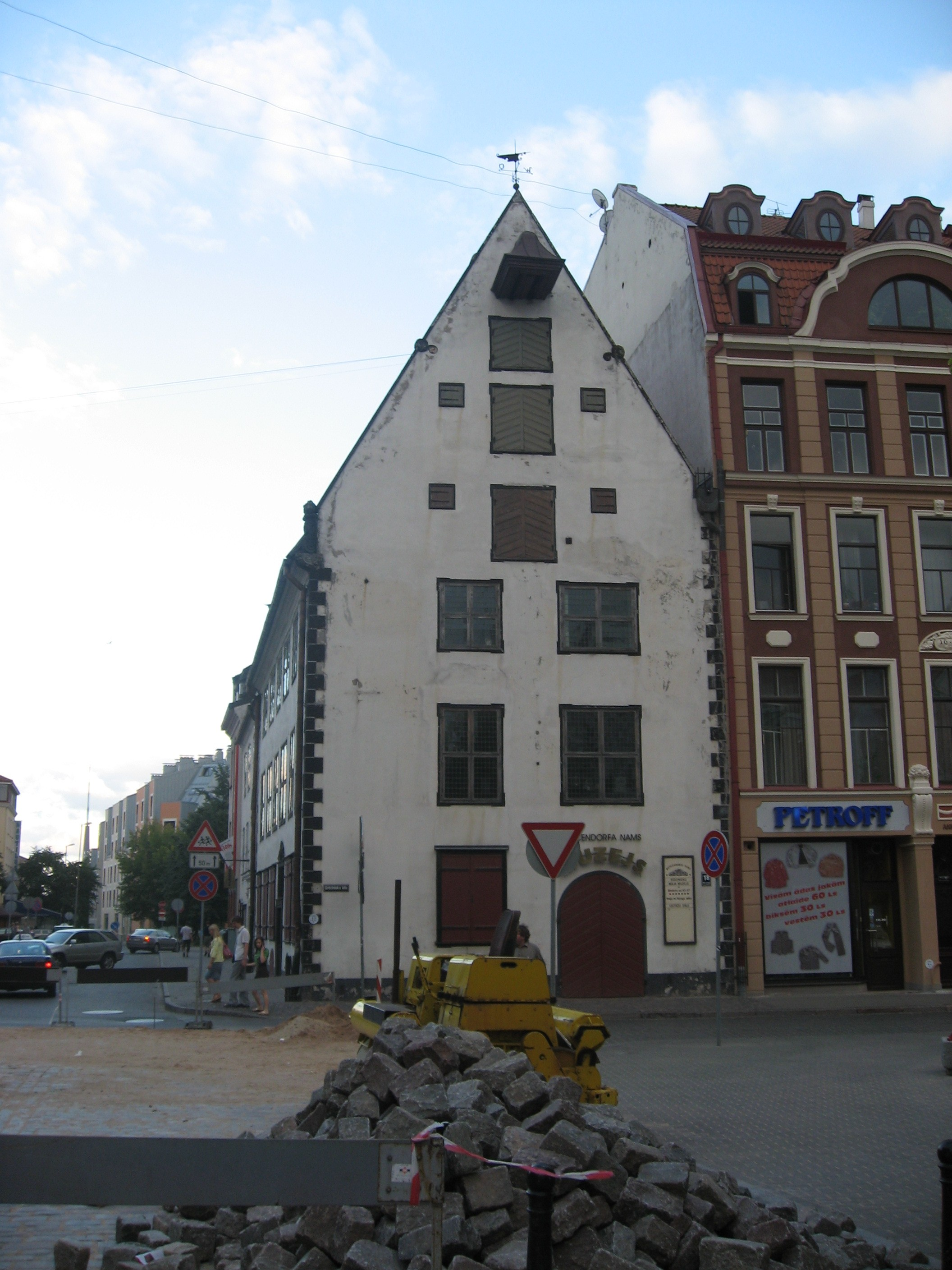
Дом Менцендорфа.
Угол улиц Кунгу и Грециниеку

- д. 26 — бывший дом гражданского губернатора Риги (1752, перестроен в 1881 году архитектором Гейгенмиллерсом, реконструирован 2000—2001 год по проекту архитекторов Полковниковой и Куликовской).
- д. 28 — доходный дом (XVII—XVIII века, перестроен в 1896 году архитектором Карлом Фельско)[8].

## В кинематографе

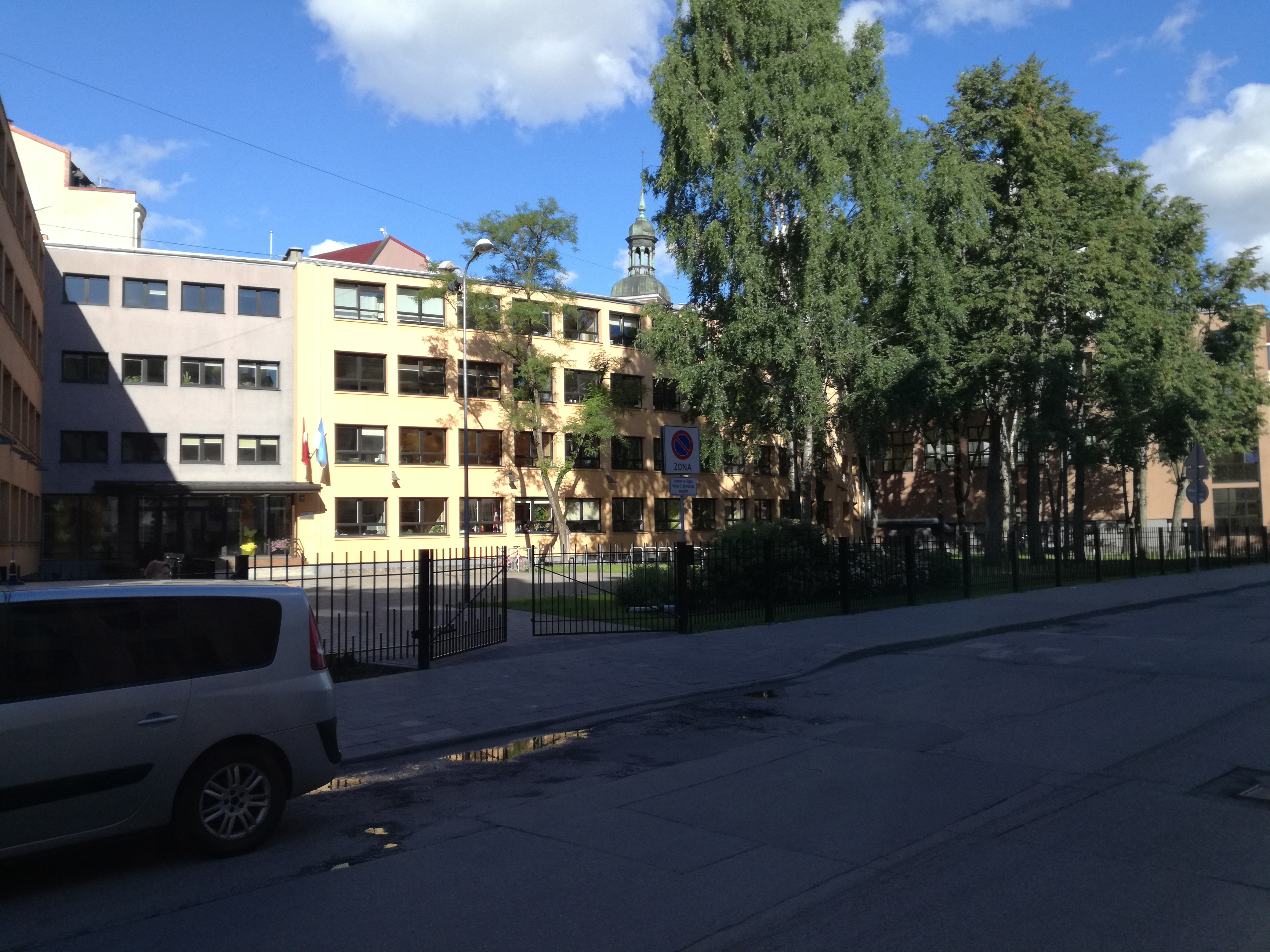
Рижская 3-я средняя школа

В располагающейся на улице Рижской 3-й средней школе (ул. Грециниеку, 10) снимали сцены школьной жизни в фильме «Часы капитана Энрико».